# Cincinnati Masters
Cincinnati Masters (trenutni sponzor Western & Southern) je profesionalni muški i ženski teniski turnir koji se jednom godišnje održava u Cincinnatiju, SAD. Događaj je započeo 18. rujna 1899., te je najstariji teniski turnir u SAD-u koji se igra u izvornom gradu.
U muškoj konkurenciji dio je turneje Masters 1000, a u ženskoj konkurenciji pripada turnirima Premier 5. Turnir se igra na tvrdoj podlozi tijekom mjeseca kolovoza. Zahvaljujući sponzorstvu od strane Western & Southern financijske grupe, službeni naziv turnira je Western & Southern Open.

## Povijest
Turnir je započeo 1899. kao Cincinnati Open, te je održan u klubu Avondale Athletic. Tijekom svoje povijesti natjecanje se selilo na nekoliko različitih lokacija uglavnom zbog promjena u upravljanju turnirom, te površine na kojoj se igrao. Prvi turnir 1899. se igrao na zemljanoj podlozi, a tijekom sljedećih godina uglavnom se i igralo na zemljanoj podlozi i to sve do 1979. kada je zemljana podloga trajno zamijenjena tvrdom.
Godine 1903., turnir je preselio u Teniski klub Cincinnati, gdje je ostao do 1972. 1974. turnir je gotovo ispao iz teniskog kalendara ali je u posljednji trenutak preseljen u Konvencijski centar Cincinnati, gdje se igrao u zatvorenom prostoru, i po prvi put od 1919., bez ženske konkurencije. Godine 1975., turnir je preseljen u zabavni park  Coney Island na rijeci Ohiju.
1979. turnir je preseljen u Mason gdje je trebao biti izgrađen stalni stadion s tvrdom podlogom. Ženska konkurencija je ponovno uspostavljena u 1988., ali samo na jednu godinu. 2004. je ponovno uspostavljena ženska konkurencija, kada su organizatori uz pomoć sportske agencije Octagon, kupili turnir koji se prethodno održavao u Hrvatskoj i preselili ga u Cincinnati.
U kolovozu 2008., muški turnir je prodan Američkoj teniskoj udruzi, vlasnicima  US Opena.

## Karakteristike
Turnir se igra u teniskom centru obitelji Lindner, koji se nalazi u ulici 5460 Courseview Drive u Masonu, Ohio. Centar ima tri teniska stadiona, te je jedini turnir izvan Grand Slama s više od dva stalna stadiona. Centralni stadion sagrađen je 1981. i proširivan je tijekom godina, te ima kapacitet od 11.400 mjesta. Stadion 2 izgrađen je 1995., ima kapacitet od 5.000 mjesta, a stadion 3, izgrađen je 1997., te ima kapacitet od 2.000 mjesta. Turnir ima ukupno 10 teniskih terena.

## Rekordi
| Kategorija                                           | Igrač/-ica                                                  | Naslova |
| ---------------------------------------------------- | ----------------------------------------------------------- | ------- |
| najviše pojedinačnih naslova (tenisači)              | George Lott, Bobby Riggs, Mats Wilander i Roger Federer     | 4       |
| najviše uzastopnih pojedinačnih naslova (tenisači)   | Raymond D. Little, Beals Wright, Robert LeRoy i Bobby Riggs | 3       |
| najviše pojedinačnih naslova (tenisačice)            | Ruth Sanders Cordes i Clara Louise Zinke                    | 5       |
| najviše uzastopnih pojedinačnih naslova (tenisačice) | Ruth Sanders Cordes, May Sutton i Clara Louise Zinke        | 3       |
| najviše naslova u parovima (tenisači)                | Todd Woodbridge i Mark Woodforde                            | 4       |
| najviše naslova u parovima (tenisačice)              | Clara Louise Zinke                                          | 6       |

## Statistika turnira

### (Open Era,1968.–danas)
| Godina | Pobjednik       | Parovi                           | Pobjednica              | Parovi                               |
| ------ | --------------- | -------------------------------- | ----------------------- | ------------------------------------ |
| 2011.  | Andy Murray     | Mahesh Bhupathi Leander Paes     | Marija Šarapova         | Vania King Jaroslava Švedova         |
| 2010.  | Roger Federer   | Bob Bryan Mike Bryan             | Kim Clijsters           | Marija Kiriljenko Viktorija Azarenka |
| 2009.  | Roger Federer   | Daniel Nestor Nenad Zimonjić     | Jelena Janković         | Cara Black Liezel Huber              |
| 2008.  | Andy Murray     | Bob Bryan Mike Bryan             | Nadja Petrova           | Marija Kiriljenko Nadja Petrova      |
| 2007.  | Roger Federer   | Jonathan Erlich Andy Ram         | Ana Čakvetadze          | Bethanie Mattek Sania Mirza          |
| 2006.  | Andy Roddick    | Jonas Björkman Max Mirnyi        | Vera Zvonareva          | Maria Elena Camerin Gisela Dulko     |
| 2005.  | Roger Federer   | Jonas Björkman Max Mirnyi        | Patty Schnyder          | Laura Granville Abigail Spears       |
| 2004.  | Andre Agassi    | Mark Knowles Daniel Nestor       | Lindsay Davenport       | Jill Craybas Marlene Weingärtner     |
| 2003.  | Andy Roddick    | Bob Bryan Mike Bryan             |                         |                                      |
| 2002.  | Carlos Moyá     | James Blake Todd Martin          |                         |                                      |
| 2001.  | Gustavo Kuerten | Mahesh Bhupathi Leander Paes     |                         |                                      |
| 2000.  | Thomas Enqvist  | Todd Woodbridge Mark Woodforde   |                         |                                      |
| 1999.  | Pete Sampras    | Byron Black Jonas Björkman       |                         |                                      |
| 1998.  | Patrick Rafter  | Mark Knowles Daniel Nestor       |                         |                                      |
| 1997.  | Pete Sampras    | Todd Woodbridge Mark Woodforde   |                         |                                      |
| 1996.  | Andre Agassi    | Mark Knowles Daniel Nestor       |                         |                                      |
| 1995.  | Andre Agassi    | Todd Woodbridge Mark Woodforde   |                         |                                      |
| 1994.  | Michael Chang   | Alex O'Brien Sandon Stolle       |                         |                                      |
| 1993.  | Michael Chang   | Andre Agassi Petr Korda          |                         |                                      |
| 1992.  | Pete Sampras    | Todd Woodbridge Mark Woodforde   |                         |                                      |
| 1991.  | Guy Forget      | Ken Flach Robert Seguso          |                         |                                      |
| 1990.  | Stefan Edberg   | Darren Cahill Mark Kratzmann     |                         |                                      |
| 1989.  | Brad Gilbert    | Ken Flach Robert Seguso          |                         |                                      |
| 1988.  | Mats Wilander   | Rick Leach Jim Pugh              | Barbara Potter          | Beth Herr Candy Reynolds             |
| 1987.  | Stefan Edberg   | Ken Flach Robert Seguso          |                         |                                      |
| 1986.  | Mats Wilander   | Mark Kratzmann Kim Warwick       |                         |                                      |
| 1985.  | Boris Becker    | Stefan Edberg Anders Järryd      |                         |                                      |
| 1984.  | Mats Wilander   | Francisco González Matt Mitchell |                         |                                      |
| 1983.  | Mats Wilander   | Victor Amaya Tim Gullikson       |                         |                                      |
| 1982.  | Ivan Lendl      | Peter Fleming John McEnroe       |                         |                                      |
| 1981.  | John McEnroe    | John McEnroe Ferdi Taygan        |                         |                                      |
| 1980.  | Harold Solomon  | Bruce Manson Brian Teacher       |                         |                                      |
| 1979.  | Peter Fleming   | Brian Gottfried Ilie Năstase     |                         |                                      |
| 1978.  | Eddie Dibbs     | Gene Mayer Raúl Ramírez          |                         |                                      |
| 1977.  | Harold Solomon  | John Alexander Phil Dent         |                         |                                      |
| 1976.  | Roscoe Tanner   | Stan Smith Erik Van Dillen       |                         |                                      |
| 1975.  | Tom Gorman      | Phil Dent Cliff Drysdale         |                         |                                      |
| 1974.  | Marty Riessen   | Dick Dell Sherwood Stewart       |                         |                                      |
| 1973.  | Ilie Năstase    | John Alexander Phil Dent         | Evonne Goolagong Cawley | Pat Walkden Ilana Kloss              |
| 1972.  | Jimmy Connors   | Bob Hewitt Frew McMillan         | Margaret Court          | Rosie Casals Gail Chanfreau          |
| 1971.  | Stan Smith      | Stan Smith Erik Van Dillen       | Virginia Wade           | Helen Gourlay Linda Tuero            |
| 1970.  | Ken Rosewall    | Ilie Năstase Ion Ţiriac          | Rosemary Casals         | Rosie Casals Gail Chanfreau          |
| 1969.  | Cliff Richey    | Bob Lutz Stan Smith              | Lesley Turner Bowrey    | Kerry Harris Valerie Ziegenfuss      |
| 1968.  | William Harris  | Ron Goldman William Brown        | Linda Tuero             | Emilie Burrer Linda Tuero            |

## Vanjska poveznica
- Službena stranica